# Елија Верина
Елија Верина (умрла 484. године) била је византијска царица, односно супруга цара Лава I. Њен брат Василиск је накратко узуприрао царски престо, а кћер Аријадна била царица, односно супруга царева Зенона и Анастасија I. Њен унук Лав II је такође накратко био на источноримском престолу. Позната је по бројним сплеткама на источноримском двору.

## Биографија
Елијино порекло је последњих година предмет шпекулација међу историчарима, који је повезују са Одоакаром или разним источногерманским поглавицама које су служили као федерати у римској војсци 5. века. У сваком случају, била је удата за Лава, официра у источноримској војсци коме је родила кћери Аријадну и Леонтију, те неименованог сина који је умро 463. године. Царица је постала године 457. када су након смрти Маркијана византијски сенат и војска за новог цара изабрали њеног мужа.
Године 467. кћер Аријадна се удала за изауријског официра Зенона. Њихово дете - млади Лав је непосредно пред дедину смрт проглашен цезаром. После смрти Лава I Верина је постала царица-мајка, али јој је зет Зенон преузео престо након унукове смрти 474. године.
Верина се потом укључила у заверу против зета, захваљујући којој је Зенон протеран из Цариграда, и за новог цара проглашен Веринин брат Василиск. Међутим, Василискова ликвидација Верининог љубавника Патриција је Верину потакла да се окрене против брата који је 476. године свргнут.
Верина се потом помирила са зетом, али је зато стекла новог непријатеља у лику генерала Ила, кога је више пута покушала убити. Године 480. је прогнана у Изаурију. Када је 483. године избила побуна против Зенона, њен град су цареви лојалисти ставили под опсаду. Током опсаде је Верина умрла.